# Термопласти
Термопласти — полімерні матеріали, здатні оборотно переходити при нагріванні у високоеластичний або в'язкотекучий стан.

## Загальний опис
Полімерний матеріал, у якому завершено утворення структури,
що забезпечує багатократний зворотній перехід матеріалу в
пластичний стан при нагріванні i в склоподібний при охолодженні. Макромолекули в ньому не є поперечно зшитими. Такі
полімери розм’якшуються або топляться при нагріванні і
знову затвердівають при охолодженні. Вони, як правило,
розчинні в органічних розчинниках (пр., поліетилен, полівінілхлорид).
За звичайної температури термопласти знаходяться в твердому стані. При підвищенні температури вони переходять у високоеластичний і далі — у в'язкотекучий стан, що забезпечує можливість формування їх різними методами. Ці переходи зворотні та можуть повторюватися багато разів, що дозволяє, зокрема, переробку побутових і виробничих відходів з термопластів на нові вироби.
Переробка термопластів у вироби не супроводжується незворотною хімічною реакцією. Придатні до повторної обробки (формування).

## Найпоширеніші термопласти
Полімери-термопласти можуть мати лінійну або розгалужену будову, бути аморфними (полістирол, поліметилметакрилат) або кристалічними (поліетилен, поліпропілен). На відміну від реактопластів термопластам властиві відсутність тривимірної зшитої структури та перехід у текучий стан, що робить можливим термоформовування, лиття й екструзію виробів з них.
Деякі лінійні полімери не є термопластами, оскільки їхня температура розкладання нижча від температури плинності (целюлоза).